# Rezerwat przyrody Piekiełko
Rezerwat przyrody Piekiełko – rezerwat leśny położony w województwie warmińsko-mazurskim, w gminie Grodziczno, w nadleśnictwie Lidzbark. Leży w granicach Welskiego Parku Krajobrazowego. Akt powołujący ukazał się w Dz.Urz. Woj. Warm.-Maz. Nr 126, poz.1716 z 22.11.2001 r.
Zajmuje powierzchnię 24,58 ha (akt powołujący podawał 26,19 ha).
Celem ochrony rezerwatu jest zachowanie przełomowego, o charakterze górskim, odcinka rzeki Wel z otaczającym go grądem zboczowym Aceri-Tilietum, z licznymi chronionymi i rzadkimi gatunkami roślin i zwierząt.

## Rośliny
Na dnie rzeki Wel występuje krasnorost hildenbrandia rzeczna Hildenbrandia rivularis tworzący na kamieniach zanurzonych w nurcie rzeki skorupiaste plechy koloru czerwonego. Na terenie rezerwatu Piekiełko spotkać można kilkanaście gatunków roślin objętych ochroną gatunkową między innymi wspomnianą hildenbrandię rzeczną Hildenbrandia rivularis, pluskwicę europejską Cimicifuga europaea, wawrzynka wilczełyko Daphne mezereum, turówkę leśną Hierochloë australis oraz gnieźnika leśnego Neottia nidus-avis.

## Ptaki
Wśród ornitofauny rezerwatu na szczególną uwagę zasługują dwa gatunki objęte ochroną ścisłą: pluszcz Cinclus cinclus gatunek związany z potokami górskimi oraz pliszka górska Motacilla cinerea.

## Turystyka
W 2014 roku w ramach projektu: „Ochrona cennych zasobów przyrodniczych na terenie parków krajobrazowych Pomorza, Kujaw, Warmii i Mazur przed nadmierną i niekontrolowaną presją turystów” na terenie rezerwatu (na lewym brzegu) powstała ścieżka turystyczna wraz z tablicami informacyjnymi o walorach przyrodniczych i krajobrazowych rezerwatu Piekiełko.